# Arthur M. Sackler Gallery

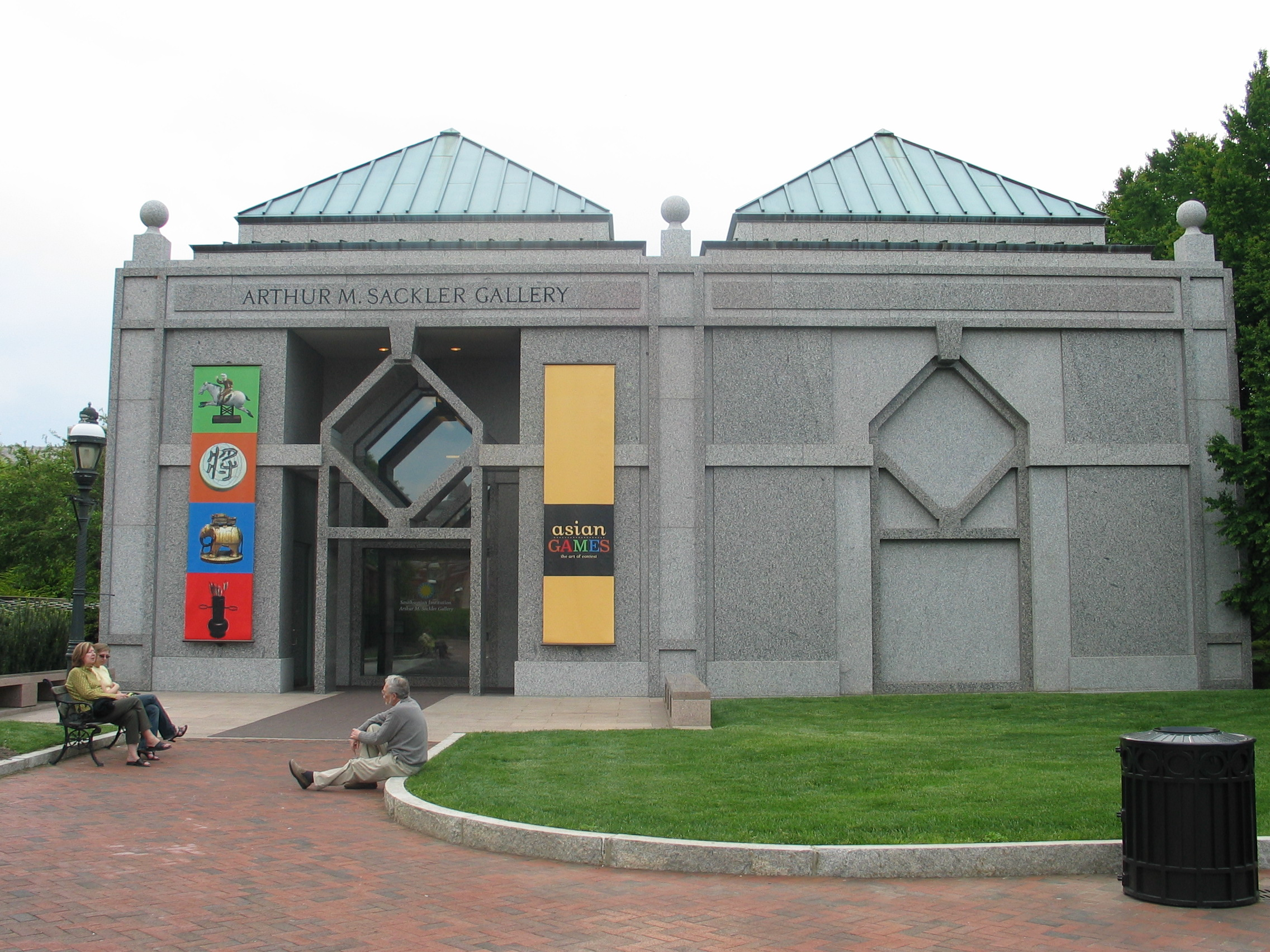
Eingang zur Arthur M. Sackler Gallery

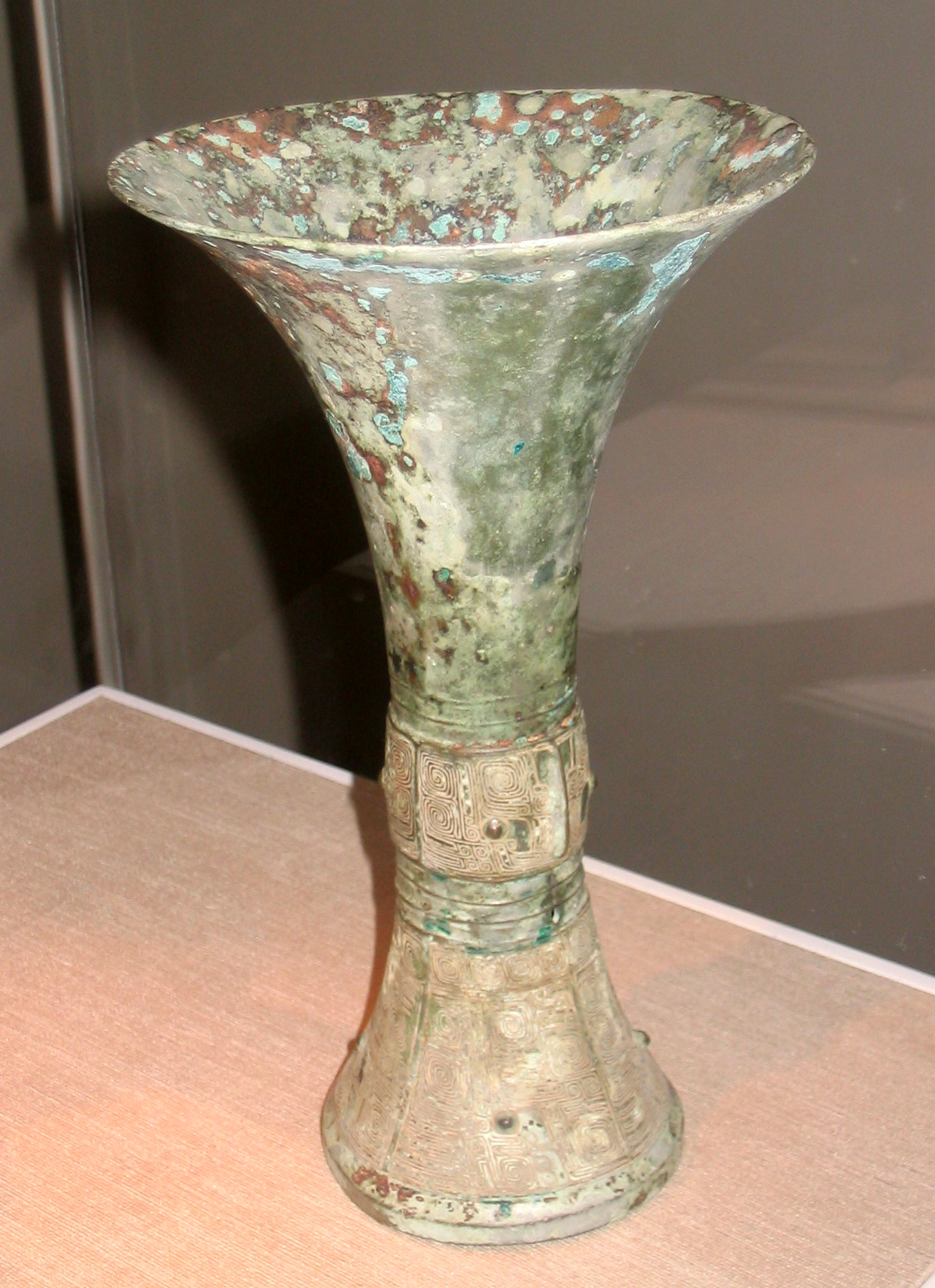
Ausstellungsstück: Bronzenes Weingefäß aus der chinesischen Shang-Dynastie (13. Jahrhundert v. Chr.)

Die Arthur M. Sackler Gallery ist ein Museum für asiatische Kunst in Washington, D.C., Vereinigte Staaten, und gehört zur Smithsonian Institution. Sie ist eines von zwei Häusern des National Museum of Asian Art, das andere ist die Freer Gallery.
Die Sackler Gallery wurde 1987 eröffnet, nachdem Arthur M. Sackler eine Schenkung von 1.000 Werken asiatischer Kunst gemacht hatte. Seitdem wurde die Sammlung erweitert, etwa mit der Vever Sammlung islamischen Schriftguts des 11. bis 19. Jahrhunderts, Drucken und Porzellan des 19. und 20. Jahrhunderts aus Japan, Gemälden aus China, Indien, Japan und Korea sowie zeitgenössischen chinesischen Keramiken und Fotografien.
Die Galerie befindet sich an der National Mall, direkt hinter dem Smithsonian Castle.
Die wichtigsten Räume sind unterirdisch und verbinden das Museum mit der Freer Gallery. Der Haupteingang liegt zwischen dem Garten des Smithsonian Castle und der Independence Avenue.
Zwar benutzt das Museum eigene Ausstellungsräume und Depots für die Kunstwerke, teilt sich aber den Direktor, die Verwaltung und die Belegschaft mit der Freer Gallery.